# 1899 au Québec
Cet article traite des événements survenus en 1899 au Québec. 

## Événements

### Janvier
- 11 janvier : le libéral Donat Caron remporte l'élection partielle de Matane[1].
- 12 janvier : ouverture de la deuxième session de la 9e législature (en) par le lieutenant-gouverneur Louis-Amable Jetté[1].
- 16 janvier : le secrétaire de la province, Joseph-Émery Robidoux, dépose à l'Assemblée législative un projet de loi présentant une réforme mineure de l'éducation qui ne suscite aucune opposition de la part du clergé. Il crée des postes d'inspecteurs d'écoles, qui seront nommés par le gouvernement, propose une distribution gratuite de manuels scolaires et institue deux bureaux d'administrateurs, l'un catholique et l'autre protestant. De plus, les cours d'agriculture et de dessin seront désormais obligatoires[2].

### Février
- 7 février : lors du discours du budget, Félix-Gabriel Marchand annonce un surplus de 23 000 $[3].

### Mars
- 3 mars : l'Assemblée législative forme un comité de 13 membres devant discuter de la possibilité de la création d'un journal des débats[1].
- 7 mars : le comité remet son rapport. Le gouvernement Marchand remet à plus tard sa décision de créer un journal des débats[1].
- 9 mars : à la Chambre des communes, le député libéral Joseph-Israël Tarte présente un projet de loi réduisant considérablement les pouvoirs du Sénat canadien. À Québec, le gouvernement Marchand refuse de voter une résolution d'appui à cette réforme, qui sera finalement remise[4].
- 10 mars :
  - la session est prorogée.
  - Sam Parslow et Cordélia Viau, reconnus du meurtre du mari de cette dernière, sont pendus à Sainte-Scholastique[5].
- 15 mars : déçues des partis politiques traditionnels, les associations ouvrières annoncent leur intention de fonder un parti politique[6].
- 27 mars : le journal conservateur La Minerve cesse de paraître[7].

### Avril
- 3 avril : Louis Cyr remporte le titre de champion du monde lors d'un match de culturisme au Parc Sohmer de Montréal contre l'Allemand Ronaldo[8].
- 4 avril : la cathédrale de Nicolet en construction s'effondre en partie à la suite d'un désastre naturel[9].

### Mai
- 1er mai : l'orphelinat Saint-François-Xavier de Montréal est la proie des flammes. Les dommages sont évalués à 100 000 $, mais aucune perte de vie n'est à déplorer[10].
- 11 mai : un nouvel éboulis fait s'effondrer ce qui restait debout de la cathédrale de Nicolet[9].

### Juin
- 3 juin : le plan de la gare Windsor de Montréal est approuvé. Une fois construite, elle sera la plus grande gare de chemin de fer de tout le Canada[11].
- 25 juin : une partie du village de Saint-Raymond est rasé par un incendie. Les dégâts sont évalués à 170 000 $. Dans le centre du village, seule l'église a résisté aux flammes[12].

### Juillet
- 18 juillet : un incendie ravage une partie du quartier Saint-Roch de Québec entre les rues Saint-François, De La Salle et le boulevard Langelier. 400 personnes n'ont plus de domicile. Il y a pour 150 000 $ de dommages[13].
- 25 juillet : François-Xavier Cloutier devient évêque de Trois-Rivières[3].
- 31 juillet : la Chambre des Communes vote à l'unanimité une résolution d'appui à la Grande-Bretagne dans son conflit avec les Boers d'Afrique du Sud[14].

### Août
- 9 août : le déraillement d'un train cause la mort de huit personnes dont une famille entière à Saint-Polycarpe[15].

### Septembre
- Septembre : lors d'un congrès ouvrier tenu à Montréal, les délégués annoncent leur décision de fonder un parti ouvrier dont le but serait la défense de la cause des travailleurs[16].

### Octobre
- 1er octobre : le Vatican décide l'établissement d'une légation apostolique au Canada. Le premier délégué permanent est un Franciscain d'origine américaine nommé Diomede Falconio.
- 4 octobre : le premier ministre canadien Wilfrid Laurier annonce l'enrôlement de volontaires canadiens afin d'envoyer un bataillon en Afrique du Sud y soutenir la Grande-Bretagne dans sa guerre contre les Boers, qui vient de se déclarer[17].
- 9 octobre : le canal Soulanges, reliant le lac Saint-François au lac Saint-Louis, est inauguré[18].
- 14 octobre : La Presse repousse la théorie selon laquelle les luttes de l'Angleterre doivent être obligatoirement les mêmes que celles du Canada[19].
- 18 octobre : s'opposant à la participation du Canada à la guerre des Boers, le jeune député Henri Bourassa annonce sa démission[20].
- 22 octobre : Henri Bourassa s'explique lors d'une assemblée à Papineauville. Selon lui, l'action du gouvernement Laurier est illégale et non constitutionnelle, et elle crée un dangereux précédent[21].
- 30 octobre : après un défilé à Québec, le régiment de volontaires, le 65e Bataillon, s'embarque pour l'Afrique du Sud en présence de Laurier, Marchand et Jetté ainsi que du gouverneur général Lord Minto[22]. (Voir Fusiliers Mont-Royal )

### Novembre
- 21 novembre : pour la première fois, une automobile circule dans les rues de Montréal[23].

### Décembre
- 16 décembre : un nouveau journal conservateur commence à paraître à Montréal. Financé par l'homme d'affaires Louis-Joseph Forget, il se nomme Le Journal.
- 20 décembre : Wilfrid Laurier annonce l'envoi d'un second contingent de volontaires en Afrique du Sud[24].

## Naissances
- Généreux Ruest (criminel) († 25 juillet 1952)
- 18 février - Louis Lachance (historien) († 28 octobre 1963)
- 26 mai - Antonio Barrette (premier ministre du Québec) († 15 décembre 1968)
- 8 juin - Eugène Lapierre (historien) († 21 octobre 1970)
- 1er août - Francis Reginald Scott (poète) († 30 janvier 1985)
- 24 septembre - Pierre Gravel (personnalité religieuse) († 29 août 1977)
- 27 septembre - Antoinette Giroux (actrice) († 8 juillet 1978)
- 3 octobre - Adrien Arcand (journaliste et militant d'extrême-droite) († 2 août 1967)
- 5 novembre - Gilbert Layton (politicien) († 29 mai 1961)
- 16 décembre - Gérard Parizeau (homme d'affaires et père de Jacques Parizeau) († 26 janvier 1994)

## Décès
- 16 janvier - Charles Chiniquy (pasteur) (º 30 juillet 1809)
- 13 août - Joseph-Hyacinthe Bellerose (politicien) (º 12 juillet 1820)
- 30 août - Evans John Price (politicien et homme d'affaires) (º 8 mai 1840)
- 19 novembre - John William Dawson (géologue) (º 13 octobre 1820)

### Articles généraux
- Chronologie de l'histoire du Québec (1867 à 1899)
- L'année 1899 dans le monde
- 1899 au Canada

### Articles sur l'année 1899 au Québec
- Canal Soulanges
- Seconde guerre des Boers